# Mydrosoma sinaloa
Mydrosoma sinaloa är en biart som beskrevs av Michener 1986. Mydrosoma sinaloa ingår i släktet Mydrosoma och familjen korttungebin. Inga underarter finns listade i Catalogue of Life.